# Ibdis
Ibdis (arab. ‏عِبْدِس‎) – nieistniejąca już arabska wieś, która była położona w Dystrykcie Gazy w Mandacie Palestyny. Wieś została wyludniona i zniszczona podczas I wojny izraelsko-arabskiej, po ataku Sił Obronnych Izraela w dniu 9 lipca 1948.

## Położenie
Ibdis leżała na równinie nadmorskiej. Według danych z 1945 do wsi należały ziemie o powierzchni 4593 ha. We wsi mieszkało wówczas 540 osób.
| własność gruntów | powierzchnia gruntów (hektary) |
| ---------------- | ------------------------------ |
| Arabowie         | 4493                           |
| Żydzi            | 0                              |
| publiczne        | 100                            |
| Razem            | 4593                           |

| Rodzaj użytkowanych gruntów | Arabowie (hektary) | Żydzi (hektary) |
| --------------------------- | ------------------ | --------------- |
| obszary nawadniane          | 149                | 0               |
| uprawy zbóż                 | 4307               | 0               |
| nieużytki                   | 119                | 0               |
| zabudowane                  | 18                 | 0               |

## Historia
W 1596 Ibdis była średniej wielkości wsią o populacji liczącej 193 osoby. Mieszkańcy utrzymywali się z upraw pszenicy, jęczmienia, sezamu, winnic i owoców, oraz hodowli kóz i produkcji miodu.
W okresie panowania Brytyjczyków Ibdis rozwijała się jako średniej wielkości wieś.
Podczas wojny domowej w Mandacie Palestyny wieś Ibdis została zaatakowana wieczorem 17 lutego 1948 przez żołnierzy żydowskiej organizacji paramilitarnej Hagana. Atak został odparty przez członków arabskiej milicji, która blokowała drogę dojazdową do pobliskiego kibucu Negba. Na samym początku I wojny izraelsko-arabskiej do wsi wkroczyło wojsko Egiptu. W trakcie operacji An-Far w nocy z 8 na 9 lipca 1948 Siły Obronne Izraela zajęły wieś Ibdis. Przez kolejnych pięć dni w rejonie wsi toczyły się ciężkie walki z użyciem artylerii, czołgów i lotnictwa. Nie jest jasne kiedy mieszkańcy opuścili Ibdis. Możliwe, że opuścili oni wieś już po jej zajęciu przez Egipcjan. Na pewno Izraelczycy, po zajęciu wioski i ustaniu walk, wyburzyli wszystkie jej domy

## Miejsce obecnie
Rejon wioski pozostaje opuszczony, a ziemie uprawne zajęła wieś Merkaz Szappira.

Palestyński historyk Walid Chalidi tak opisał pozostałości wioski Ibdis:

Domy zostały całkowicie zniszczone. Wieś może być zidentyfikowana przez kępę drzew jaworu.